# 齋藤秀雄
齋藤 秀雄（さいとう ひでお、1902年5月23日 - 1974年9月18日）は、日本のチェロ奏者、指揮者、音楽教育者として活動した音楽家。東京都出身。

## 生涯
英語学者として有名な斎藤秀三郎の次男として東京市京橋区築地明石町に生まれ、1906年から麹町区五番町（現在の東京都千代田区一番町）に育つ。音楽に興味を示したのは12歳の頃からで、最初に演奏したのはマンドリンだった。後に「オルケストル・エトワール」というマンドリンオーケストラを組織し、『フランス民謡「歌えよ小鳥やよ歌え」の主題による八つの変奏曲』などの曲を残している。
16歳からは宮内省にいたチェロ通の職員からチェロの手ほどきを受けはじめる。その後、暁星中学校を経て上智大学に入学したが、音楽に専念するため退学。1922年には当時作曲家、指揮者として有名だった近衛秀麿に随伴して、ドイツに留学。ライプツィヒ音楽学校に入学してチェロの名教師ユリウス・クレンゲルに学ぶ。
1927年に帰国しNHK交響楽団の前身である新交響楽団に首席チェロ奏者として入団。翌1928年の第30回定期では指揮者としてデビューする。同年にはチェリストとしてもデビューを果たし、1929年に初のリサイタルを開催して成功を収める。1930年、ベルリンに留学し、ベルリン高等音楽院（Musikhochschule）でエマーヌエル・フォイアーマンに師事する。ホッホシューレを修了後帰国し、再び新響の首席チェリストとして活動を続けるが、チェリストとして出演した演奏会で失敗したのがきっかけとなり、ソリストとしてはあまり活動しなくなる（ただし太平洋戦争中には後述の指揮活動と並んで、チェリストとしてしばしば放送に出演している）。
教育家として評価が高い反面、演奏家としては「あれは、ワルツのお化けだった。ワルツ特有のリズムのくせを、極度に強調し、理づめでつくり上げた結果、演奏からはあらゆるゆとりとよろこびと──要するにヴィーンのワルツにあるすべての感覚的精神的美質がグロテスクなまでに歪曲されてしまっていた」（齋藤によるヨハン・シュトラウス作品の指揮に対する吉田秀和の評言）などと評された。遠山一行は「むかし斎藤さんがチェロをひくのをきいたある作曲家が、あれは西洋音楽の音ではなくて日本の太鼓やつづみの音にちかいといったのを覚えている。斎藤さんの分析のなかにある音楽と彼の耳に鳴っている音のリアリティの間には、本当にめまいがするような深い断絶があった」と述べている。
1936年、新交響楽団の招きで来日したヨーゼフ・ローゼンシュトックとの出会いは齋藤の将来を大きく変えた。齋藤はローゼンシュトックのありとあらゆるものを吸収しようと努力。ローゼンシュトックの音楽に対する情熱や指導方法は、戦後「齋藤メソッド」を確立する際大いに参考になった。1938年4月9日、第6回日本音楽コンクールの審査員を行う。この時のバイオリン部門の1位は巌本メリー・エステル（後に巌本真理に改名）であり、この後も交流が続くこととなる。しかし同年4月26日の新響特別演奏会のヴェルディのレクイエム（指揮：ローゼンストック）で合唱指揮を務めたが、練習中に舞台から転落して大怪我をする。1939年には新交響楽団初の海外公演（京城）に帯同するが、1941年、新交響楽団が翌年の日本交響楽団への改組に向けた準備に際し、齋藤がすでに日本ビクターと個人契約していることがネックとなり、同年秋のシーズン開幕を前に新響を退団。指揮者として独立することとなる。齋藤は松竹交響楽団や東京交響楽団などの首席指揮者を務め、1943年には戦時中の困難な状況の中、井口基成とベートーヴェンの「皇帝」を、1944年には巌本真理とベートーヴェンのロマンス第1番、第2番を録音する。
終戦後、巌本や森正らの室内楽活動に手を貸す傍ら、1948年には井口基成、伊藤武雄、吉田秀和らと「子供のための音楽教室」を開設。これが後の桐朋学園の一連の音楽系学科開設につながっていく。齋藤は同学園にて弦楽部門を担当する。なお、大阪でも相愛大学音楽学部でオーケストラの指導を行う。1952年には桐朋女子高校音楽科主任、1961年から1972年まで桐朋学園大学教授を歴任。1955年には海外に長期滞在することとなった井口の留守を預かる形で桐朋学園短期大学学長に就任。1964年には桐朋学園弦楽合奏団を結成し、アメリカ公演を行い、成功を収める。1967年には日本指揮者協会会長に就任。その後は新日本フィルハーモニー交響楽団顧問を務めた後、1973年文化功労者。癌のため1974年9月18日に東京都中央区の聖路加国際病院で死去した。墓所は多磨霊園。
没後、齋藤の教え子が主体となってサイトウ・キネン・オーケストラやサイトウ・キネン・フェスティバル松本（現・セイジ・オザワ 松本フェスティバル）が創設され、2000年に死去した齋藤の妻・齋藤秀子の遺言により財団法人ソニー音楽芸術振興会によって2002年に「齋藤秀雄メモリアル基金賞」が創設されるなど、齋藤に因む賞やイベントが多く行われている。

## 『指揮法教程』
この本は1956年に音楽之友社から出版され瞬く間に売れ、レナード・バーンスタインから賞賛されるなど、齋藤の遺した最も大きな仕事の一つである。
弟子の伊吹新一は、「指揮の運動をメソッド化して教える方法は、斎藤秀三郎の「熟語本位英和中辞典」と多くの近似点を持っていること。また、この本に書かれたことは齋藤の教えそのものではなく、一般向けに内容を平易化しているために誤った理解がなされていること」を力説している。
また、齋藤の没後、小澤征爾など齋藤のもとで指導を受けた門下生が編集委員となり、英訳版である“ THE SAITO CONDUCTING METHOD ”が音楽之友社より出版された。

## 人間性
- 門下生だった山本直純によると、齋藤は喫煙中毒者であり、ニコチンが切れると苛立って教え子に当たり散らし、譜面台を蹴り倒して楽譜を散乱させることもあったという[8]。門下生の小澤征爾は高校時代、齋藤から指揮棒で叩かれたりスコアを投げつけられたりするなどの体罰を日常的に受けていたため、あまりのストレスから自宅の本箱のガラス扉を拳で殴りつけ、大怪我をしたこともある[9]。また堤剛によれば、指導中にくわえ煙草でチェロを弾くことも多く、愛器を修理に出した際に胴体から数年分の灰が出てきたことがある[10]。灰を除いたチェロの音については、良くなったという生徒もいれば、味を失ったと評する生徒もいたという[10]。

- 齋藤は教え子に常々「10回やったら10回全部できなかったら、音楽じゃない。もし演奏会のときできなかったら、どうするんだっ」[11]と説いていたが、齋藤自身は極端な上がり症であり、本番の演奏会で指揮する時は練習の時と全く異なり「先入」という指揮法をやたらに多用した[12]。意識的にやっていたのかと思った小澤征爾から「先生、今日は『先入』ばかりでしたね」と言われると、齋藤は逆上して「そんなこと言うな! 俺は先入なんかやるつもりはないけど、そうなるんだ!」と怒鳴った[12]。
- 宮沢賢治のセロ弾きのゴーシュの中に出てくる管弦楽団の厳しい楽長（指揮者）のモデルは、ちょうど留学から帰ったばかりで厳しい指導をしていた新交響楽団での齋藤の姿から考えたのではないか、という説がある。新交響楽団の練習を賢治が上京時に見学した時期と一致しているためである[13]。

## 係累
最初の妻はドイツ人。2度目の妻である秀子は男爵小畑美稲（裁判官）の長男大太郎（第十五銀行勤務）の次女。秀子の姉春子は、大山巌の孫にあたる伯爵渡邉昭（ボーイスカウト日本連盟総長）の妻。
秀雄の妹の敦子は、渋沢栄一ならびに橋本実梁（はしもと さねやな、伯爵。元老院議官）の孫の渋沢信雄（貿易商、実業家）と結婚した。そのため信雄と敦子の長男である渋沢裕（元ソニー取締役）は秀雄の甥になる。
また、秀雄の母方の祖母・前島久（ひさ。旧姓大津）は、小澤征爾の母方の曾祖父・大津義一郎の実妹である。

## 作曲
- マンドリン小二重奏曲「蚊トンボ」
- フランス民謡「歌えよ小鳥やよ歌え」の主題による八つの変奏曲
- 管弦楽のための「お才」
- 大東亜戦争行進曲「紀元二千六百一年」

## 関連文献
- 『齋藤秀雄・音楽と生涯　心で歌え、心で歌え!!』民主音楽協会、1985年
- 『齋藤秀雄講義録』白水社、1999年。1972年 - 1974年におこなった講義の内容
- 中丸美繪『嬉遊曲、鳴りやまず　斎藤秀雄の生涯』新潮社 1996年（新潮文庫、2002年）
- 中丸美繪『斎藤秀雄 レジェンドになった教育家――音楽のなかに言葉が聞こえる』音楽之友社 2024年（増訂版）
- 中丸美繪、連載「没後50年！ 斎藤秀雄とは？」[19]